# Pantà de Cavallers
El pantà de Cavallers o dels Estanys de Tor és un embassament que pertany al riu Noguera de Tor (conca del riu Noguera Ribagorçana), creat per una presa situada al municipi de la Vall de Boí, a la comarca de l'Alta Ribagorça.

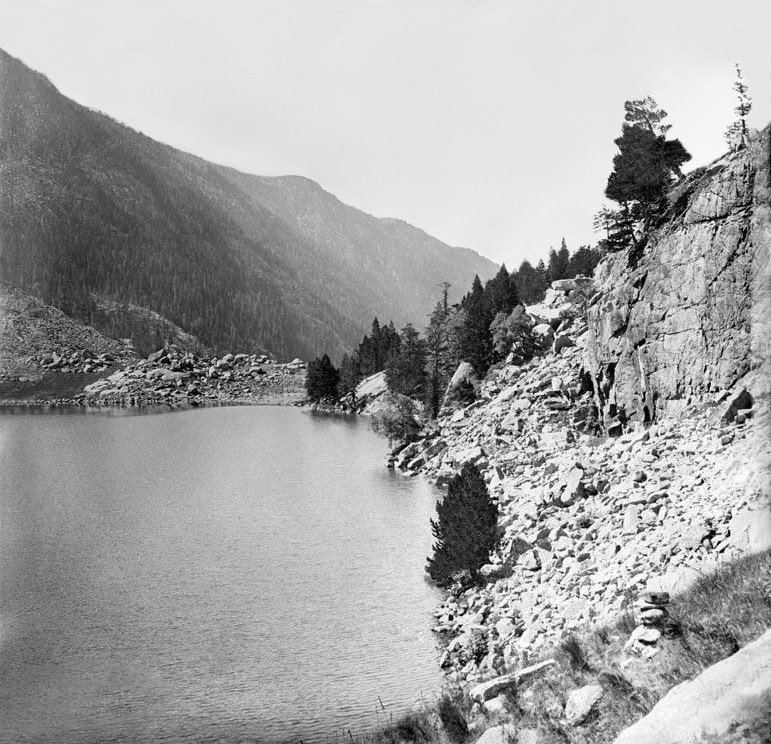
El primitiu estany de Cavallers

L'embassament fou construït l'any 1960. Es troba a 1.781 m d'altitud i la seva presa, de 70 m d'alçada i 360 m de longitud és del tipus anomenat de contraforts. En els darrers 10 anys la mitjana de capacitat que ha presentat és de 14 hm³ o sigui un 93,13% de la seva capacitat.
L'embassament va fer desaparèixer l'original Estany de Cavallers així com la Cascada de Cavallers.
A l'estany de Cavallers i la seva presa té origen el riu la Noguera de Tor, de 24 km de recorregut per la Vall de Boí, travessant les poblacions de Caldes de Boí, Erill la Vall, Barruera, Llesp i Castilló de Tor fins a desembocar en la Noguera Ribagorçana en el terme del Pont de Suert.
El cabal mitjà a Llesp és de 8,1 m³/s. La seva conca ocupa una àrea de 30 km².

## Rutes[3]
L'embassament, situat dins la zona perifèrica del Parc Nacional d'Aigüestortes i Estany de Sant Maurici, és la porta d'entrada al parc per la Capçalera de Caldes. Les principals rutes que surten de la presa són:

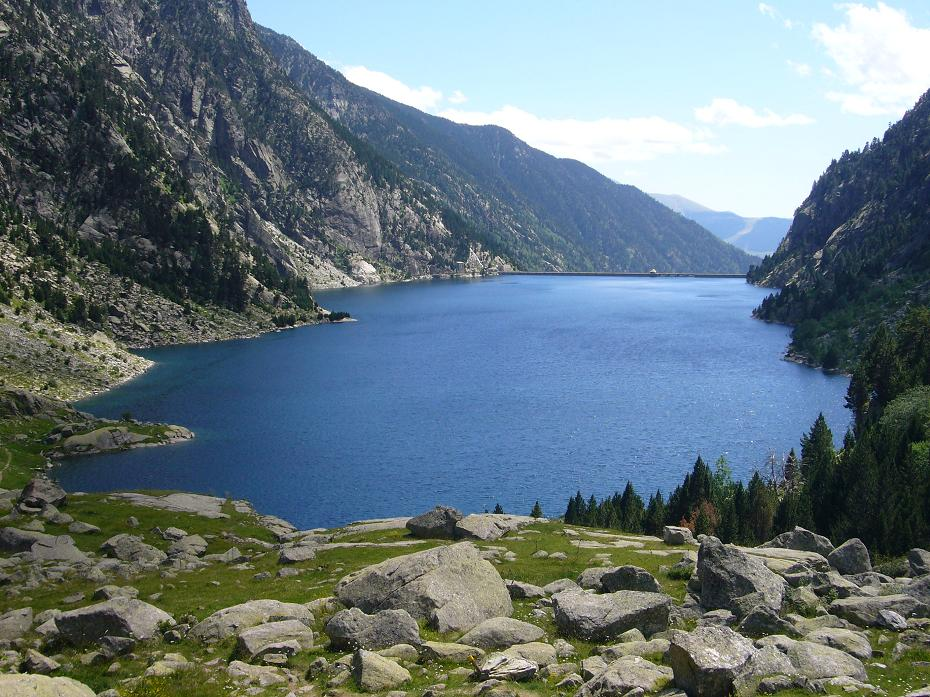
Embassament de Cavallers, vist des del nord

- Pic de Comaloforno: Des de l'extrem occidental de la Presa de Cavallers, via el Pas de l'Ós i l'Estany Gelat de Comaloforno.
- Estany Negre i Refugi Joan Ventosa i Calvell: des de la Presa de Cavallers, pel Pletiu de Riumalo, el Barranc de les Llastres i Pletiu d'Estany Negre.
- Pletiu de Riumalo
- Besiberri Sud: pel Pletiu de Riumalo, barranc i l'Estany de Malavesina.
- Besiberri del Mig: pel Pletiu de Riumalo, Barranc de Malavesina, l'Estany de Malavesina i el Pas de Trescazes.
- Besiberri del Mig: pel Pletiu de Riumalo, Barranc de Malavesina, l'Estany de Malavesina, la Bretxa Peyta i el Pas de Trescazes.
- Besiberri Nord: pel Pletiu de Riumalo, pel Barranc de Malavesina, l'Estany de Malavesina i la Bretxa Peyta.
- Vall de Valarties per la Bretxa Peyta: pel Pletiu de Riumalo, pel Barranc de Malavesina i l'Estany de Malavesina.

## Dades
- Aigua embassada (2018): 13 hm³[1]
- Aigua embassada (2009): 16 hm³[1]